# Schoodic Stream Railroad
Die Schoodic Stream Railroad ist eine ehemalige Eisenbahngesellschaft in Maine (Vereinigte Staaten). Sie wurde 1906 mit dem Ziel gegründet, die Papiermühlen von East Millinocket an die Hauptstrecke der Bangor and Aroostook Railroad anzuschließen. Die Strecke wurde noch im gleichen Jahr eröffnet. 
Die Bangor&Aroostook erwarb im November 1906 die Schoodic Stream Railroad und gliederte die Strecke in ihr Netz ein. Seit 2003 steht die Bahn unter der Regie der Montreal, Maine and Atlantic Railway.